# Gare de Béthune-Rivage
Ne doit pas être confondu avec Gare de Béthune.
La gare de Béthune-Rivage est une ancienne gare ferroviaire française de la ligne de Beuvry à Béthune-Rivage, située sur le territoire de la commune de Béthune, dans le département du Pas-de-Calais, en région Hauts-de-France.
C'était une gare de la Société nationale des chemins de fer français (SNCF).

## Situation ferroviaire
Établie à 21 mètres d'altitude, la gare de Béthune-Rivage est située au point kilométrique (PK) 39,358 de la ligne de Beuvry à Béthune-Rivage (tracé initial de l'actuelle ligne de Fives à Abbeville), après la gare ouverte de Beuvry (Pas-de-Calais).

## Histoire
La Compagnie des chemins de fer du Nord ouvre en 1865 une liaison entre Béthune et Lille ; ce terminus béthunois se situe dans le quartier du Beau-Marais et porte le nom de « gare du Rivage ». Il existe alors, depuis quatre ans, une autre gare, celle de la « Basse Ville », créée par la Compagnie des mines de Béthune, permettant de voyager entre Arras et Hazebrouck. Ces deux gares sont reliées en 1877, année qui voit la Compagnie du Nord devenir propriétaire des deux sites. La gare de Rivage est fermée puis disparaît par la suite, l'autre gare étant depuis lors connue sous le nom de « gare de Béthune ».